# H6PD
H6PD‏ (Hexose-6-phosphate dehydrogenase/glucose 1-dehydrogenase) هوَ بروتين يُشَفر بواسطة جين H6PD في الإنسان.

## الوظيفة
هناك نوعان من إنزيم نازعة الهيدروجين جلوكوز 6 فوسفات. النوع G مرتبط بالكروموسوم X، والنوع H، المُشفّر بواسطة هذا الجين، مرتبط جسميًا. يُظهر النوع H نشاطًا مع أنواع أخرى من هيكسوز-6-فوسفات، وخاصةً غالاكتوز-6-فوسفات، بينما النوع G خاص بغلوكوز 6-فوسفات. كلا النوعين موجودان في معظم الأنسجة، لكن النوع H غير موجود في خلايا الدم الحمراء.